# Garry O’Connor
Garry Lawrence O’Connor (ur. 7 maja 1983 w Edynburgu) – szkocki zawodowy piłkarz grający obecnie w Tom Tomsk. Był powoływany do kadry reprezentacji Szkocji.

## Kariera klubowa

### Hibernian
O’Connor w tym klubie zadebiutował w kwietniu 2001 w meczu z Dundee United, kiedy trenerem Hibernianu był Alex McLeish. Wszedł wtedy z ławki rezerwowych. Był to jego jedyny mecz w sezonie 2000/01. W następnym sezonie O’Connor do czasu Bożego Narodzenia wystąpił w tylko 4 spotkaniach. Jednak odejście Alexa McLeisha do ekipy Rangers i przyjście nowego trenera, Francka Sauzée spowodowało, że O’Connor zaczął regularnie występować w wyjściowym składzie. Swojego pierwszego gola dla klubu strzelił w lutym 2002 w zremisowanym 1–1 spotkaniu z Celtic Glasgow. Później, w tym samym miesiącu Sauzée odszedł. Jego następcą został Bobby Williamson, jednak O’Connor nie stracił miejsca w pierwszym składzie. Pod wodzą nowego trenera Garry zdobył jeszcze 7 goli włączając w to 5 bramek zdobytych po kolei w każdym meczu w marcu i kwietniu.
Tony Mowbray, nowy trener zespołu przybył do ekipy Hibs w maju 2004, poprawił formę zarówno O’Connora jak i całego zespołu. W sezonie 2004/05 Hibernian zajął 3. miejsce w Szkockiej Premier League. O’Connor miał mocną pozycję w składzie Hibs, mimo to dużo myślał o przejściu do innego klubu. Garry wraz ze swoim partnerem z zespołu Derkiem Riordanem strzelając razem 42 gole w tym sezonie mieli duży wpływ na awans Hibs do Pucharu UEFA.

### Lokomotiw Moskwa
26 lutego 2006 O’Connor dostał propozycję gry w Lokomotiwie Moskwa. Kwota transferu miała wynosić około 1,6 mln funtów. Ta propozycja została później zaakceptowana przez Hibernian. 7 marca transfer doszedł do skutku. O’Connor zdobył łącznie we wszystkich rozgrywkach 58 goli dla ekipy Hibs. Strzelił także bramkę w finale Pucharu Szkocji z Falkirk.
22 marca 2006 O’Connor zdobył swojego pierwszego gola dla nowego klubu w zremisowanym 2–2 meczu Pucharu Rosji ze Spartakiem Moskwa. Strzelił wtedy bramkę otwierającą wynik. 14 maja strzelił pierwszego gola w wygranym 4–1 meczu z Torpedo Moskwa. W sezonie 2006 zdobył łącznie 7 bramek w lidze i jedną w Pucharze Rosji w 29 meczach (tylko w 5 z nich grał przez pełne 90 minut – średnio na boisku występował 58 minut na spotkanie), na koncie miał też jedną żółtą kartkę. W Moskwie o miejsce w składzie rywalizował z reprezentantem Rosji – Dmitrijem Syczowem, a także reprezentantem Mali – Dramanem Traoré.
27 maja 2007 O’Connor zdobył zwycięską bramkę dla Lokomotiwu w finałowym meczu Pucharu Rosji z lokalnym rywalem FK Moskwą. Gol ten padł w dogrywce w 109. minucie spotkania i dał zwycięstwo drużynie kolejowej. Ta wygrana zapewniła możliwość wykupienia O’Connora, który chciał powrócić na Wyspy Brytyjskie.

### Birmingham City

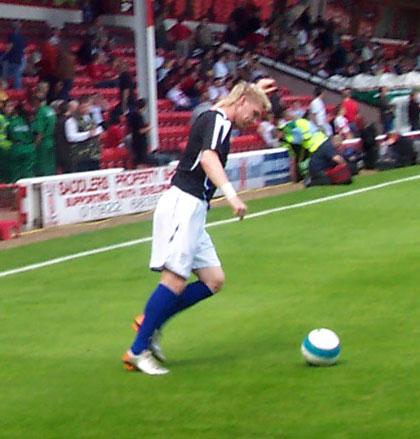
O’Connor trenujący z Birmingham City

27 czerwca przeszedł za kwotę 2,65 mln funtów do Birmingham City. Swoją pierwszą bramkę w tej drużynie strzelił w spotkaniu przeciwko Sunderland. Zbiegiem okoliczności Garry strzelił gola temu samemu bramkarzowi, Craigowi Gordonowi, którego pokonał jeszcze wcześniej w derbach Edynburga.

### Powrót do Hibernian
15 czerwca 2011 roku O’Connor podpisał kontrakt z Hibernianem.

### Tom Tomsk
W lipcu 2012 roku podpisał dwuletnią umowę z rosyjskim Tomem Tomsk

## Kariera międzynarodowa
Końcówka sezonu 2001–2002 w wykonaniu O’Connora została zauważona przez ówczesnego trenera reprezentacji, Bertiego Vogtsa. Zaowocowało to jego debiutem w kadrze, który nastąpił w maju 2002 w spotkaniu z Koreą Południową. O’Connor przeszedł na kilka sezonów do kadry U-21, ponieważ nie mógł znaleźć dobrej formy.
O’Connor w sezonie 2004/05 był w lepszej formie niż wcześniej i powrócił do kadry. Swojego pierwszego gola w barwach narodowych zdobył w sierpniu 2005 w zremisowanym 2–2 spotkaniu z Austrią.

### Wycofanie się z kadry
7 października 2006 wystąpił w wygranym 1–0 spotkaniu na Hampden Park z Francją. O’Connor i reszta drużyny dostała wieczorem wolne przed wyjazdem na mecz kwalifikacyjny z Ukrainą. O’Connor jednak się nie zjawił i został pominięty przy ustalaniu kadry na to spotkanie przez Waltera Smitha. O’Connor później przeprosił trenera kadry za pośrednictwem swojego agenta, jednak nie podał dokładnej przyczyny swojej nieobecności. Asystent Smitha, Tommy Burns oznajmił, że jest mało prawdopodobne, żeby O’Connor powrócił na stałe do kadry.
Żona O’Connora nie była szczęśliwa z powodu życia w Moskwie, więc Garry postanowił zostać z nią a nie powrócić do treningów. Później było to objawiane jako, że siostra O’Connora brała narkotyki i próbowała popełnić samobójstwo.

### Powrót do reprezentacji
Do kadry Szkocji powrócił w maju 2007, kiedy trenerem reprezentacji był Alex McLeish, niegdyś trener Hibernianu. O’Connor początkowo miał być wycofany ze składu jednak ostatecznie wystąpił w towarzyskim spotkaniu z Austrią. W tym meczu zdobył jedynego gola i jego drużyna wygrała 1–0. 7 dni później zdobył gola w wygranym 2–0 meczu eliminacji Euro 2008 z Wyspami Owczymi.

### Gole dla reprezentacji
Gole dla Szkocji są podawane w pierwszej kolejności.
| # | Data             | Miejsce             | Przeciwnik  | Gol na | Końcowy wynik | Rodzaj meczu         |
| - | ---------------- | ------------------- | ----------- | ------ | ------------- | -------------------- |
| 1 | 17 sierpnia 2005 | Graz, Austria       | Austria     | 2–0    | 2–2           | towarzyski           |
| 2 | 2 września 2006  | Glasgow, Szkocja    | Wyspy Owcze | 6–0    | 6–0           | eliminacje Euro 2008 |
| 3 | 30 maja 2007     | Wiedeń, Austria     | Austria     | 1–0    | 1–0           | towarzyski           |
| 4 | 6 czerwca 2007   | Toftir, Wyspy Owcze | Wyspy Owcze | 2–0    | 2–0           | eliminacje Euro 2008 |

## Statystyki
| Sezon   | Klub                  | Mecze | Gole |
| ------- | --------------------- | ----- | ---- |
| 2000–01 | Hibernian             | 1     | 0    |
| 2000–01 | Peterhead F.C. (wyp.) | 5     | 1    |
| 2001–02 | Hibernian             | 19    | 9    |
| 2002–03 | Hibernian             | 24    | 9    |
| 2003–04 | Hibernian             | 33    | 7    |
| 2004–05 | Hibernian             | 43    | 19   |
| 2005–06 | Hibernian             | 32    | 14   |
| 2006    | Lokomotiw Moskwa      | 29    | 8    |
| 2007    | Lokomotiw Moskwa      | 14    | 3    |
| 2007–08 | Birmingham City       | 23    | 2    |
| 2008–09 | Birmingham City       | 16    | 6    |